# Miasta późnego baroku w dolinie Noto
Miasta późnego baroku w dolinie Noto to oficjalna nazwa nadana przez UNESCO zestawowi 8 miejscowości, w których znajdują się zabytki architektury barokowej (Caltagirone, Militello in Val di Catania, Katania, Modica, Noto, Palazzolo Acreide, Ragusa  i Scicli). Te historyczne miejscowości są świadectwem wielkiego programu odbudowy po katastrofalnym trzęsieniu ziemi w 1693 r., które zniszczyło zabudowę w południowo-zachodniej Sycylii. Zostały one wpisane w 2002 r. na listę światowego dziedzictwa UNESCO
Osiem miejscowości różni się rozmiarami i reprezentuje szereg różnych sposobów odbudowy. Całościową odbudową objęto stare miasto Caltagirone, Noto i Ragusa; określone obszary miejskie w Katanii i Scicli; oraz izolowane zabytki w historycznych centrach miast Modica, Palazzolo Acreide i Militello in Val di Catania. Katania została odbudowana na miejscu pierwotnego miasta, podczas gdy inne, takie jak Noto, zostały odbudowane w innym miejscu. W Ragusa i Palazzolo Acreide obok dawnych powstały nowe ośrodki miejskie. Miasta Scicli i Modica zostały przeniesione i odbudowane na przyległych obszarach już częściowo zurbanizowanych, a zabudowę Caltagirone zrekonstruowano w pierwotnym miejscu.
Miasta są wybitnymi przykładami późnobarokowej sztuki i architektury i niezwykłej jednorodności wynikającej z okoliczności czasu, miejsca i kontekstu społecznego, w którym powstały. Wykazują także wyraźne innowacje w planowaniu i przebudowie miast. Są przykładem znaczącego  przedsięwzięcia budowlanego w odpowiedzi na katastrofalne zdarzenie sejsmiczne.

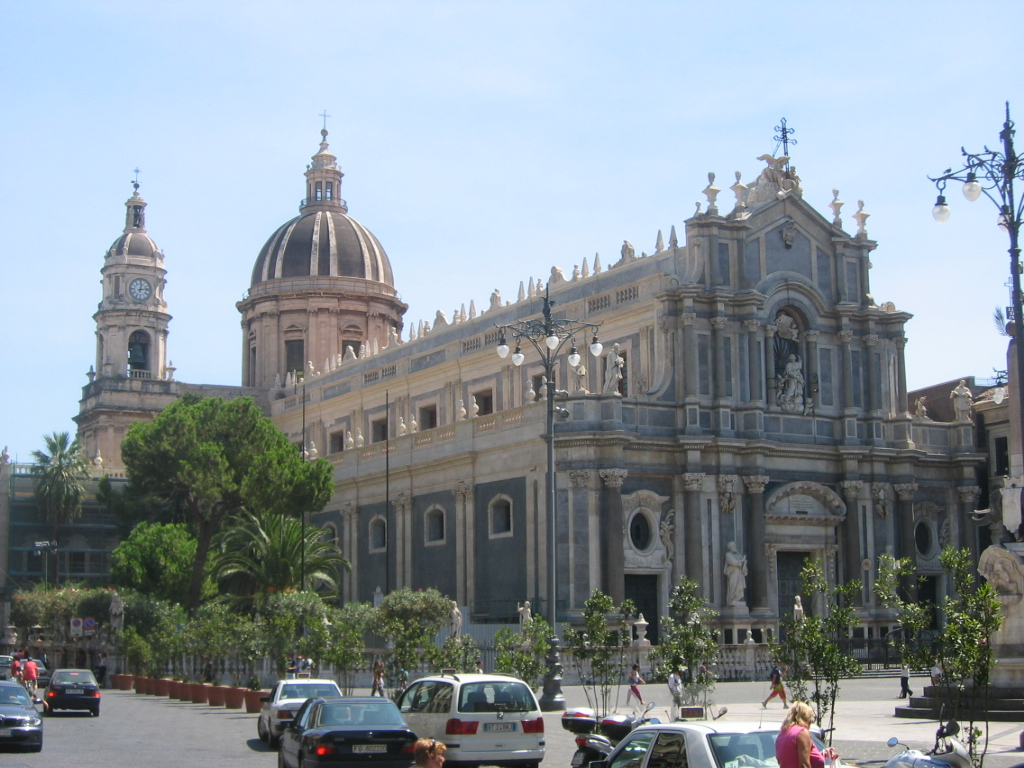
Katedra św. Agaty w Katanii
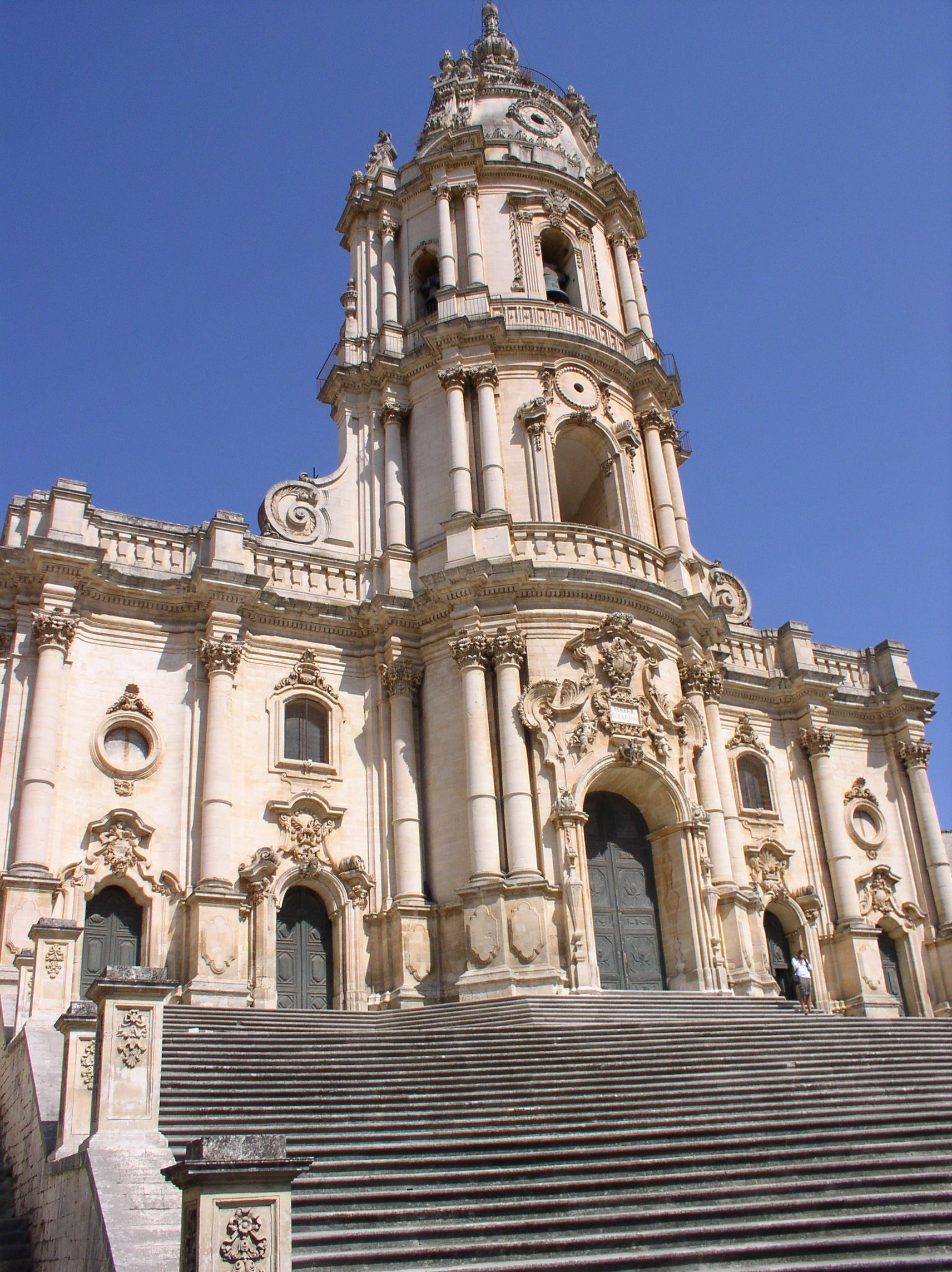
Katedra św. Jerzego w Modica
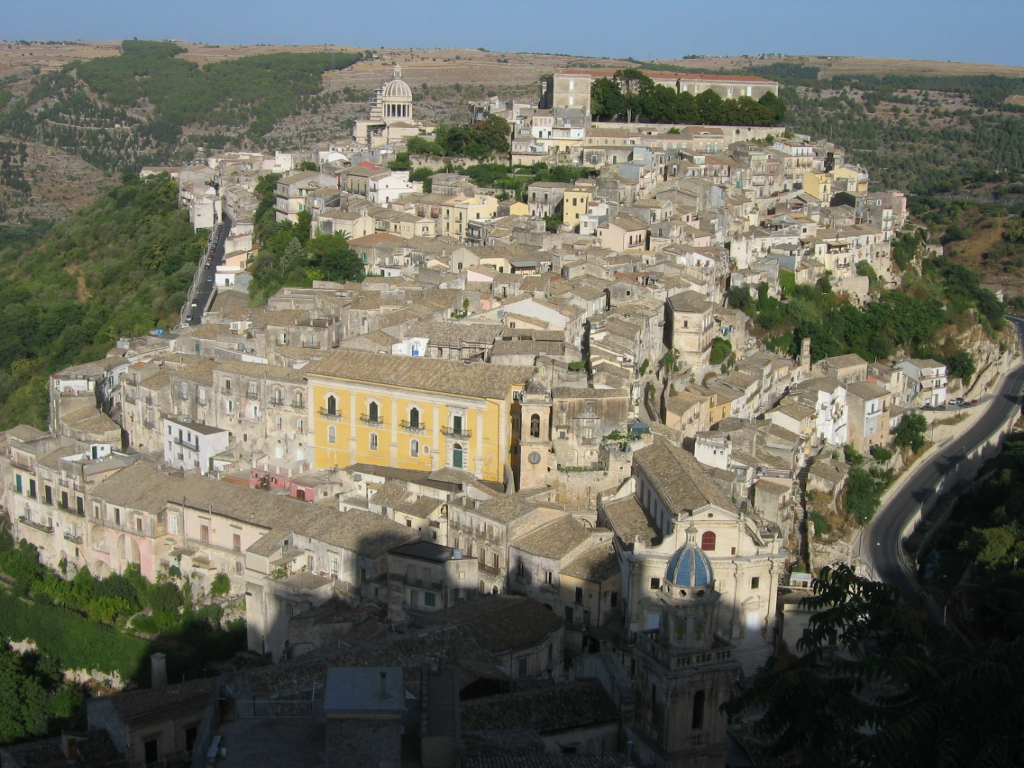
Ragusa Ibla
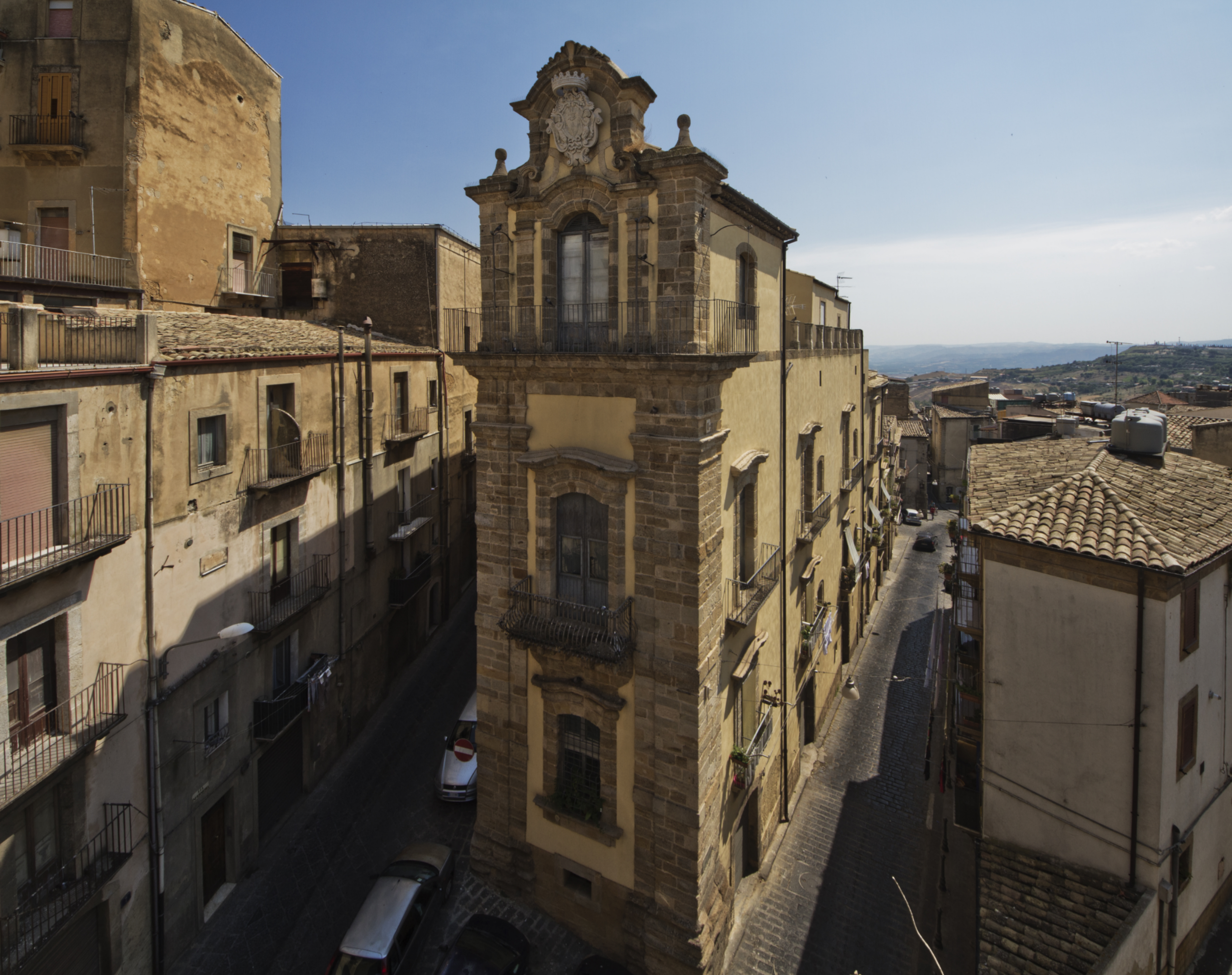
Pałac Sant'Elia w Caltagirone